# Hastings County
Hastings County ist ein County im Südosten der kanadischen Provinz Ontario. Der County Seat ist Belleville, das allerdings unabhängig vom County ist. Die Einwohnerzahl beträgt 136.445 (Stand: 2016), die Fläche 6103,92 km², was einer Bevölkerungsdichte von 22,4 Einwohnern je km² entspricht. Das County liegt am Nordufer des Ontariosees, an der Bay of Quinte und wird vom Trent-Severn-Wasserweg durchquert. Von 1837 bis 1849 trug es den Namen Victoria County. Benannt ist es nach Francis Rawdon-Hastings.
Im Norden des Bezirks liegen mehrere der Provincial Parks in Ontario.
| Haliburton County     | Nipissing District                          | Renfrew County              |
| Peterborough County   | Kompassrose, die auf Nachbargemeinden zeigt | Lennox and Addington County |
| Northumberland County | Prince Edward County                        |                             |

## Administrative Gliederung

### Städte und Gemeinden
| Ort                | Status       | Bevölkerung (2016) |
| ------------------ | ------------ | ------------------ |
| Bancroft           | Town         | 3.881              |
| Carlow/Mayo        | Township     | 864                |
| Centre Hastings    | Municipality | 4.774              |
| Deseronto          | Town         | 1.774              |
| Faraday            | Township     | 1.401              |
| Hastings Highlands | Municipality | 4.078              |
| Limerick           | Township     | 346                |
| Madoc              | Township     | 2.078              |
| Marmora and Lake   | Municipality | 3.953              |
| Stirling-Rawdon    | Township     | 4.882              |
| Tudor and Cashel   | Township     | 586                |
| Tweed              | Municipality | 6.044              |
| Tyendinaga         | Township     | 4.297              |
| Wollaston          | Township     | 670                |

Die Städte Belleville und Quinte West gehören zwar geographisch und statistisch zum Hastings County, unterstehen aber nicht dessen Verwaltung. Sie haben den Status einer separated municipality.

### Gemeindefreie Gebiete
Im Bezirk finden sich keine gemeindefreien Gebiete.

### Indianerreservationen
- Tyendinaga Mohawk Territory